# Pöschel P 300
Die Pöschel P 300 Equator ist ein Amphibienflugzeug des deutschen Herstellers Pöschel Aircraft GmbH.

## Geschichte

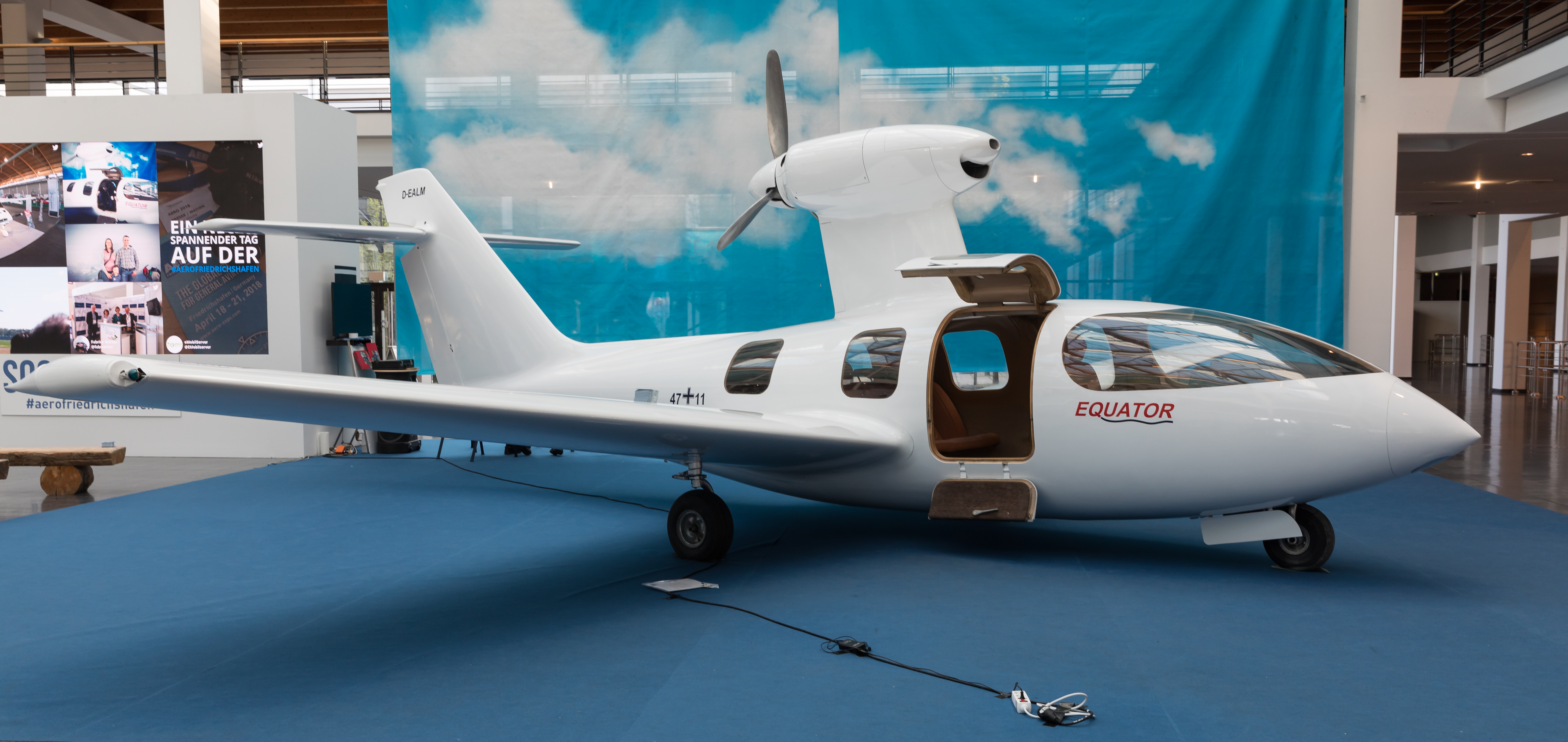
P 300 im April 2018 auf der Aero Friedrichshafen

Die Entwicklung der P 300 begann 1967 durch den 1937 geborenen Flugzeugkonstrukteur Günter Pöschel. Es sollte ein Amphibienflugzeug mit Druckkabine für sechs bis acht Passagiere werden, das auch als Zubringer- oder Reiseflugzeug verwendet werden sollte. Der erste Entwurf war ein Hochdecker mit an einem T-Leitwerk installierten Zugpropeller, der durch eine Fernwelle mit Umlenkgetriebe von einem hinter der Kabine eingebauten Lycoming-TIO-541-Motor angetrieben wurde. Der Erstflug fand am 27. Februar 1971 bei der DFVLR in Oberpfaffenhofen statt. Die Flugerprobung brachte erhebliche Probleme mit der Fernwelle und der Anordnung des Propellers zu Tage, so dass die Maschine trotz einiger Umbauten 1975 stillgelegt wurde. Der zweite Prototyp wurde mit einem Turboprop-Triebwerk Allison 250-B17B mit 308 kW ausgerüstet und als Pöschel P 400 A1 Turbo Equator bezeichnet. Die Maschine mit dem Kennzeichen D-EMFG startete am 24. August 1977 zu ihrem Erstflug und wurde beim achten Testflug am 5. November 1977 bei einem Unfall zerstört. Beim dritten Prototyp versuchte Pöschel den Wirkungsgrad des Antriebes zu verbessern und brachte den Antrieb der nun zum Mitteldecker umkonstruierten Maschine mit Dreiblatt-Druckpropeller in einer Gondel über dem Schwerpunkt der Maschine an. Die 1979 als P 300B1 gebaute Maschine wurde 1982 auf der ILA in Hannover ausgestellt. Zur Flugerprobung und zum Serienbau kam es jedoch nicht mehr, da Pöschel inzwischen die finanziellen Mittel ausgegangen waren.
Nach 30 Jahren Standzeit im Freien auf dem Flugplatz Erbach bei Ulm wurde die D-EALM gereinigt und neu lackiert im April 2018 auf der Aero Friedrichshafen ausgestellt. Seit November 2019 befindet sie sich im Deutschen Museum.

## Konstruktion
Die P 300 war ein Kleinflugboot und Amphibium, von dem mehrere konstruktiv verschiedene Prototypen gebaut wurden. Die letzte Version der GFK-Konstruktion verwendete einen aerodynamisch verkleideten Motor in Pylonanordnung und war mit einem Bugrad-Einziehfahrwerk ausgestattet. Zudem verfügte sie über ein System zur Grenzschichtbeeinflussung zur Verringerung der Landegeschwindigkeit. Die guten Eigenschaften als Amphibium ergaben sich konstruktiv auch aus der aerodynamisch optimierten Rumpfform und den aerodynamisch vollkommen glatten Tragflügeln mit Spaltklappen. Es war vorgesehen, die Maschine auch mit Propellerturbinen Pratt&Whitney PT-6A-27 oder zwei Kolbenmotoren (2 × 210 WPS) in Tandemanordnung auszurüsten. Insgesamt sollte die Maschine in 51 Ausrüstungsvarianten angeboten werden.

## Technische Daten

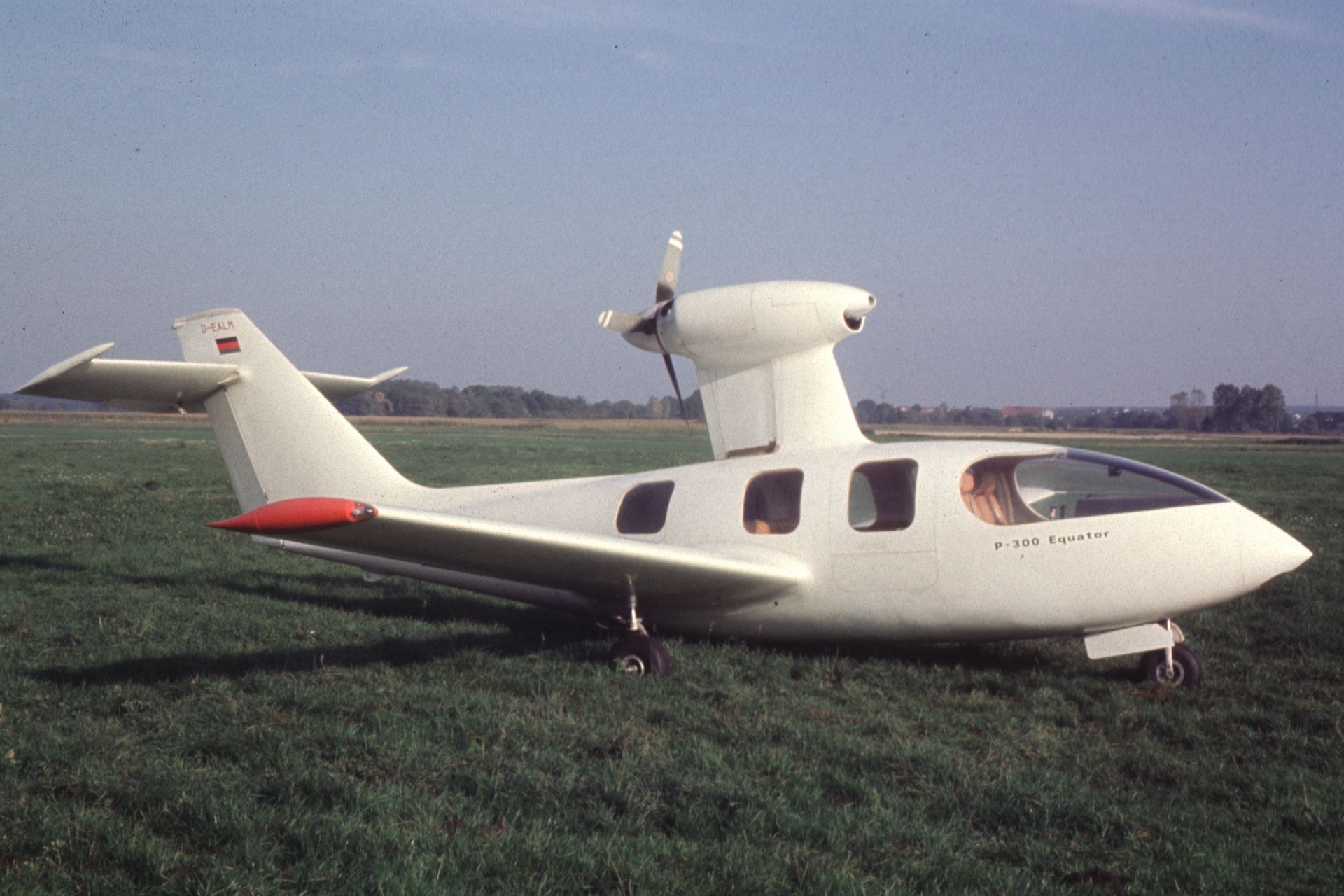
Dritter Prototyp

| Kenngröße             | P 300 Equator                         | P 400 Turbo-Equator          |
| --------------------- | ------------------------------------- | ---------------------------- |
| Besatzung             | 1–2                                   |                              |
| Passagiere            | 6–8                                   |                              |
| Länge                 | 8,20 m                                | 8,60 m                       |
| Spannweite            | 11,60 m                               | 12,40 m                      |
| Höhe                  | 3,10 m                                | 3,55 m                       |
| Flügelfläche          | 16,0 m²                               | 18,00 m²                     |
| Flügelstreckung       | 8,4                                   | 8,5                          |
| Leermasse             | 850 kg                                | 950 kg                       |
| max. Startmasse       | 1800 kg                               | 2000 kg                      |
| Reisegeschwindigkeit  | 460 km/h                              | 460 km/h                     |
| Höchstgeschwindigkeit | 490 km/h                              |                              |
| Steiggeschwindigkeit  |                                       | 12 m/s                       |
| Dienstgipfelhöhe      | 9000 m                                | 8500 m                       |
| Start-/Landestrecke   | 116 m / 51 m                          | 170 m / 165 m                |
| Triebwerke            | ein Lycoming TIO-540, 310 PS (228 kW) | ein Allison 250-B17B, 308 kW |